# Раджави, Мирьям
Мирьям (Марьям) Раджави (в девичестве Мирьям Каджар Азоданлу, перс. مریم رجوی‎; род. 1953, Тегеран, Иран) — левая политическая деятельница Ирана, супруга Масуда Раджави, основателя организации моджахедов иранского народа, «исполняющая обязанности президента» Национального совета сопротивления Ирана. Организация, которую возглавляет М. Раджави, в 1980-е гг. вела активную вооружённую борьбу против властей Ирана и пользовалась поддержкой Саддама Хусейна, однако в 1990-е гг. постепенно трансформировалась в более мирную оппозиционную организацию эмигрантов из Ирана.
В июне 2008 года британское правительство исключило возглавляемую ей организацию из списка террористических (прочие страны ЕС не поддержали это решение). В 2009 году Европейский союз убрал организацию из списка террористических, а в 2012 году — США.

## Биография
Родилась в 1953 году в Тегеране в семье среднего класса, получила образование по металлургии. С 1970-х гг. участвует в антишахском подполье, а после исламской революции, разочаровавшись в ней, участвует в подпольном антихомейнистском движении. В 1982 году переехала в Париж, где находилась штаб-квартира Национального совета сопротивления. В 1993 году избрана и. о. президента Национального совета сопротивления Ирана. Интересен тот факт, что при её протекции женщины заняли многие ключевые должности в этом движении.
17 июня 2003 года была арестована французской полицией, в числе 165 активистов движения, по подозрению в терроризме.